# Eurovision Song Contest 2017
Eurovision Song Contest 2017 var den 62. udgave af Eurovision Song Contest. Konkurrencen fandt sted i International Exhibition Centre i Kyiv, Ukraine, efter Jamala vandt i Sverige i 2016 for Ukraine med sangen "1944".
Konkurrencen bestod af to semifinaler, der afholdtes henholdsvis 9. og 11. maj, og en finale 13. maj 2017. Den 31. oktober 2016 blev deltagerantallet fastlagt til 43 deltagere; Rumænien og Portugal deltog igen efter ikke at have deltaget i konkurrencen i 2016. men efter Rusland trak sig fra konkurrencen i år blev det nedsat til 42 lande
Vinder af konkurrencen blev for første gang nogensinde Portugal, som var repræsenteret af Salvador Sobral med sangen "Amar Pelos Dois". Sangen vandt med 758 point, hvilket er en ny rekord for Eurovision Song Contest, Bulgarien endte som nummer 2 med 615 point og Moldova fik deres bedste resultat i konkurrencen som nummer 3 med 374 point og Belgien og Sverige rundet af i top 5.
Fordi Ukraine ikke ville lade Ruslands deltager, Julia Samoylova, rejse ind i Ukraine, nægtede den russiske tv-station at transmittere Eurovision Song Contest. Dermed blev de udelukket af konkurrencen.

## Værtsby og mødested
Borgmesteren i Odessa i det sydvestlige Ukraine, Hennadyj Trukhanov, havde udtrykt interesse for, at byen skulle være vært for konkurrencen. Borgmesteren i Kyiv, Vitalij Klitjko, udtrykte ligeledes sit ønske om, at Kyiv skulle være vært for konkurrencen og nævnte Olimpiyskiy National Sports Complex som et af de mulige afholdelsessteder. Det ukrainske tv-selskab, NTU, sagde, at de vil beslutte værtsby og spillestedet i sensommeren eller begyndelsen af efteråret.
23. juni 2016 lancerede NTU og den ukrainske regering formelt udbudsprocessen for interesserede byer for værtsskabet af 2017-konkurrencen. Udvælgelseskriterierne blev færdiggjort af en regeringsudnævnt organisation under ledelse af premierministeren i Ukraine Volodymyr Grojsman. Valget af værtsby blev gennemført i fire etaper:
- 24. juni-8. juli: Interesserede byer afgav deres bud.
- 8.-15. juli: NTU-arbejdsgruppen og det organisatoriske udvalgs medlemmer gennemgik bud inden deres formelle præsentationer.
- 18.-22. juli: Kandidatbyerne præsenterede deres bud for det organisatoriske udvalg. To kandidatbyer udvalgtes og deres bud blev sendt til EBU.
- 22. juli-1. august: Finalistbyer blev besøgt af repræsentanter for EBU og medlemmerne af organisationen for at undersøge infrastrukturen i byerne og deres bud med hensyn til gennemførelsen. Efter den endelige beslutning blev beslutningen præsenteret på et pressemøde.

Følgende kriterier blev skitseret for udvælgelsen af den endelige værtsby
- Arenaen skal have et overdækket tag og en kapacitet på mindst 7.000 tilskuere, helst op til 10.000 tilskuere.
- Hotelkrav: Værtsbyens hoteller skal have europæisk standard og rimeligt prissatte hotelværelser, der er ideelt placeret i forhold til byens centrum og arena; værtsbyen skal kunne levere mindst 2.000 værelser: 1.000 til delegationerne fra de deltagende tv-stationer og 1.000 for akkrediterede medier og fans.
- Værtsbyen skal kunne garantere sikkerheden for deltagerne, medlemmer af delegationer og gæster.
- Værtsbyen skal have moderne transportinfrastruktur: en international lufthavn, tilgængeligheden af regelmæssig transport mellem lufthavnen, byen og hoteller, bekvem trafik i byen og mulighed for at lave ekstra transportruter.
- Et internationalt pressecenter skal være afsat til at rumme omkring 1.550 journalister.
- Steder for diverse receptioner og afskedsbegivenheder skal være tilgængelige, der skal kunne være mindst 3.000 personer.
- Byen skal afgive et socialt program sammen med deres bud, der skal vise gæstfrihed, originalitet, kulturelle værdier og identitet og Ukraine.

Mulige steder for afholdelse af konkurrencen
De farvemarkerede byer og spillesteder (Dnipro, Kyiv og Odessa) var kvalificeret til udvalgsrunden.
| By      | Sted                                  | Kapacitet      | Bemærkning |
| ------- | ------------------------------------- | -------------- | --- |
| Dnipro  | DniproEuroArena                       | 9.500          | Forslaget indeholder komplet ombygning af spillestedet herunder tilføjelse af et tag, der er planlagt til at være afsluttet i marts 2017                                                                                          |
| Kharkiv | Metalist Oblast Sports Complex        | 40.000         | Har været vært for tre gruppespil i UEFA Euro 2012. Ville kræve betydelig ombygning, herunder tilføjelse af et tag |
| Kherson | Yubileyniy-Hallerne                   | 5.500          | Værtskab ville have betydet yderligere konstruktioner og udvidelse af hallerne, som ville tage omkring 7-8 måneder. |
| Kyiv    | Sportpalast Kyiv                      | max. 10.000    | Vært for Eurovision Song Contest 2005 og Junior Eurovision Song Contest 2009. Kan have problemer med at blive klar, da stedet vil være vært for en del af IIHF World Championship 1. Division (VM i ishockey) 22.-28. april 2017. |
| Kyiv    | Olympiske Stadion                     | max. 80.000    | Vært for finalen i Euro-2012. På grund af den store størrelse er stadionet ikke egnet. |
| Kyiv    | International Exhibition Centre (IEC) | max. 13.000    | Den største udstillingshal i Ukraine. Blev 24. august 2016 valgt som det foretrukne sted til at afholde konkurrencen. |
| Lviv    | Arena Lviv                            | max. 35.000    | Opførelse af et tag er nødvendigt for værtskab. |
| Lviv    | Ufærdig basketballarena               | 9.000 - 10.000 | Et ufærdigt spillested oprindeligt planlagt til EuroBasket 2015, der var 25 % fuldført, da byggeriet standsede. |
| Odessa  | Stadion Tschomorenz                   | 34.000         | Opførelse af et tag er nødvendigt for værtskab. |

## Format

### Datoer
De foreløbige datoer for konkurrencen blev annonceret 14. marts 2016 på et møde blandt delegationslederne i Stockholm, med semifinalerne planlagt til at finde sted 9. og 11. maj, og finalen 13. maj 2017. De foreløbige datoer blev også de endelige.

### Værter
Tatiana Terekhova, der har kommenteret på Eurovision Song Contest i seks år, gav udtryk for sin interesse i at være vært ved Eurovision Song Contest.

### Åbningsceremonien
Åbningsceremonien er planlagt til at blive afholdt i området St. Sophia. Her samles delegationerne fra alle de deltagende lande i konkurrencen og mødes med den akkrediterede presse. Begivenheden bliver overværet af en lang række journalister og Eurovision-fans.

### Sted
Jon Ola Sand har fortalt de ukrainske arrangører, at fokus bør være på siddepladser, ikke ståpladser, på grund af arenaens store størrelse.
Opgaver derudover:
- Forbedring af transportforbindelser i området til IEC, euro-klubben og Eurovision-landsbyen.
- Shuttlebusser skal køre mellem IEC og euro-klubben, som er placeret i CEC Parkovy.
- Vandtaxi skal gå mellem en terminal nær IEC og en terminal i det centrale Kyiv.
- Uden for IEC skal området moderniseres og give mulighed for indslag til branding af Eurovision.

Det samlede budget for afholdelsen er på UAH 240 millioner (11 millioner euro).
Yderligere detaljer blev annonceret om de planlagte størrelser af visse aspekter af spillestedet og placeringen af specifikke nødvendige strukturer. Det grønne værelse vil være 800 m² og vil blive placeret tæt på scenen. Den planlagte størrelse på scenen er 750 m². Pressecenteret vil være på 4.000 m² og være stort nok til, at der kan være pressekonferenceværelse, og studier vil være placeret i det. Hvis der er behov for yderligere faciliteter, kan parkeringspladsen på forsiden af IEC bruges.

### Lodtrækning til semifinalerne
Lodtrækningen er en del af den proces, der afgør, i hvilken semifinale hvert land skal deltage. Lodtrækningen fandt sted i Kyiv den 31. januar 2017. De forskellige lande var opdelt i seks forskellige grupper, hvor lande i den samme gruppe ofte er dem, der stemmer på hinanden. Dette skal være med til at øge spændingen om resultatet.
| Pot 1          | Pot 2   | Pot 3        | Pot 4      | Pot 5      | Pot 6   |
| -------------- | ------- | ------------ | ---------- | ---------- | ------- |
| Albanien       | Danmark | Armenien     | Ungarn     | Portugal   | Belgien |
| Nordmakedonien | Finland | Aserbajdsjan | Cypern     | Australien | Holland |
| Montenegro     | Norge   | Hviderusland | Grækenland | Tjekkiet   | Irland  |
| Slovenien      | Island  | Georgien     | Rumænien   | Malta      | Letland |
| Kroatien       | Estland | Rusland      | Moldova    | Østrig     | Litauen |
| Serbien        | Sverige | Israel       | Bulgarien  | San Marino | Polen   |
| Schweiz        |         |              |            |            |         |

## Deltagerliste

### Semifinale 1
Lodtrækningen fandt sted den 31. januar 2017 i Kyiv.
Af de direkte finaledeltagende lande stemte  Italien,  Spanien og  Storbritannien i denne semifinale. Lande, der gik videre til finalen, er markeret med orange.
| Nr | Land         | Sprog       | Kunstner             | Sang              | Oversættelse           | Udvælgelse                      | Plads | Point |
| -- | ------------ | ----------- | -------------------- | ----------------- | ---------------------- | ------------------------------- | ----- | ----- |
| 1  | Sverige      | Engelsk     | Robin Bengtsson      | "I Can't Go On"   | Jeg kan ikke blive ved | Melodifestivalen 2017           | 3     | 227   |
| 2  | Georgien     | Engelsk     | Tamara Gachechiladze | "Keep the Faith"  | Bevar troen            | National forvalg                | 11    | 99    |
| 3  | Australien   | Engelsk     | Isaiah               | "Don't Come Easy" | Kommer ikke nemt       | Intern udvælgelse               | 6     | 160   |
| 4  | Albanien     | Engelsk     | Lindita              | "World"           | Verden                 | Festivali i Këngës 2016         | 14    | 76    |
| 5  | Belgien      | Engelsk     | Blanche              | "City Lights"     | Byens lys              | Intern udvælgelse               | 4     | 165   |
| 6  | Montenegro   | Engelsk     | Slavko Kalezić       | "Space"           | Rum                    | Intern udvælgelse               | 16    | 56    |
| 7  | Finland      | Engelsk     | Norma John           | "Blackbird"       | Solsort                | Uuden Musiikin Kilpailu 2017    | 12    | 92    |
| 8  | Aserbajdsjan | Engelsk     | Dihaj                | "Skeletons"       | Skeletter              | Intern udvælgelse               | 8     | 150   |
| 9  | Portugal     | Portugisisk | Salvador Sobral      | "Amar Pelos Dois" | Elske for to           | Festival da Canção 2017         | 1     | 370   |
| 10 | Grækenland   | Engelsk     | Demy                 | "This Is Love"    | Det her er kærlighed   | Intern udvælgelse               | 10    | 115   |
| 11 | Polen        | Engelsk     | Kasia Moś            | "Flashlight"      | Lommelygte             | National forvalg                | 9     | 119   |
| 12 | Moldova      | Engelsk     | SunStroke Project    | "Hey, Mamma!"     | Hej, Mor!              | O melodie pentru Europa 2017    | 2     | 291   |
| 13 | Island       | Engelsk     | Svala                | "Paper"           | Papir                  | Söngvakeppnín 2017              | 15    | 60    |
| 14 | Tjekkiet     | Engelsk     | Martina Bárta        | "My Turn"         | Min tur                | Intern udvælgelse               | 13    | 83    |
| 15 | Cypern       | Engelsk     | Hovig                | "Gravity"         | Tyngdekraft            | Intern udvælgelse               | 5     | 164   |
| 16 | Armenien     | Engelsk     | Artsvik              | "Fly With Me"     | Flyv med mig           | Depi Evratesil (Դեպի եվրատեսիլ) | 7     | 152   |
| 17 | Slovenien    | Engelsk     | Omar Naber           | "On My Way"       | Jeg er på vej          | Evrovizijska Melodija 2017      | 17    | 36    |
| 18 | Letland      | Engelsk     | Triana Park          | "Line"            | Stregen                | Supernova 2017                  | 18    | 21    |

de ti lande blev råbt op i en vilkårlig rækkefølge:
- Moldova
- Aserbajdsjan
- Grækenland
- Sverige
- Portugal
- Polen
- Armenien
- Australien
- Cypern
- Belgien

#### Tele - og jurystemmer i semifinale 1
| Plads | Telestemmer  | Point | Jury         | Point |
| ----- | ------------ | ----- | ------------ | ----- |
| 1     | Portugal     | 197   | Portugal     | 173   |
| 2     | Moldova      | 180   | Australien   | 139   |
| 3     | Belgien      | 125   | Sverige      | 124   |
| 4     | Sverige      | 103   | Moldova      | 111   |
| 5     | Cypern       | 103   | Aserbajdsjan | 87    |
| 6     | Polen        | 69    | Armenien     | 87    |
| 7     | Armenien     | 65    | Tjekkiet     | 81    |
| 8     | Aserbajdsjan | 63    | Georgien     | 62    |
| 9     | Grækenland   | 54    | Grækenland   | 61    |
| 10    | Finland      | 51    | Cypern       | 61    |
| 11    | Montenegro   | 39    | Polen        | 50    |
| 12    | Albanien     | 38    | Finland      | 41    |
| 13    | Georgien     | 37    | Belgien      | 40    |
| 14    | Island       | 31    | Albanien     | 38    |
| 15    | Australien   | 21    | Island       | 29    |
| 16    | Slovenien    | 20    | Montenegro   | 17    |
| 17    | Letland      | 20    | Slovenien    | 16    |
| 18    | Tjekkiet     | 2     | Letland      | 1     |

### Semifinale 2
Af de direkte finaledeltagende lande stemte  Frankrig,  Tyskland og  Ukraine i denne semifinale. Lande, der gik videre til finalen, er markeret med orange. Rusland skulle egentlig været på scenen som nummer tre, men da Ruslands deltager var blevet udelukket fra indrejse i Ukraine, deltog landet ikke i dette års Eurovision Song Contest.
| Nr | Land           | Sprog              | Kunstner                          | Sang                  | Oversættelse          | Udvælgelse                               | Plads | Point |
| -- | -------------- | ------------------ | --------------------------------- | --------------------- | --------------------- | ---------------------------------------- | ----- | ----- |
| 1  | Serbien        | Engelsk            | Tijana Bogićević                  | "In Too Deep"         | I dybden              | Intern udvælgelse                        | 11    | 98    |
| 2  | Østrig         | Engelsk            | Nathan Trent                      | "Running On Air"      | Løber på luft         | Intern udvælgelse                        | 7     | 147   |
| 3  | Nordmakedonien | Engelsk            | Jana Burčeska                     | "Dance Alone"         | Danse alene           | Intern udvælgelse                        | 15    | 69    |
| 4  | Malta          | Engelsk            | Claudia Faniello                  | "Breathlessly"        | Forpustet             | Malta Eurovision Song Contest 2017       | 16    | 55    |
| 5  | Rumænien       | Engelsk            | Ilinca feat. Alex Florea          | "Yodel It!"           | Jodl det!             | Selectia Nationala 2017                  | 6     | 174   |
| 6  | Holland        | Engelsk            | O'G3NE                            | "Lights and Shadows"  | Lys og skygger        | Intern udvalg                            | 4     | 200   |
| 7  | Ungarn         | Ungarsk            | Joci Pápai                        | "Origo"               | N/A                   | A Dal 2017                               | 2     | 231   |
| 8  | Danmark        | Engelsk            | Anja                              | "Where I Am"          | Hvor jeg er           | Dansk Melodi Grand Prix 2017             | 10    | 101   |
| 9  | Irland         | Engelsk            | Brendan Murray                    | "Dying To Try"        | Dødspændt på at prøve | Intern udvælgelse                        | 13    | 86    |
| 10 | San Marino     | Engelsk            | Valentina Monetta & Jimmie Wilson | "Spirit Of The Night" | Nattens ånd           | Intern udvælgelse                        | 18    | 1     |
| 11 | Kroatien       | Engelsk, italiensk | Jacques Houdek                    | "My Friend"           | Min ven               | Intern udvælgelse                        | 8     | 141   |
| 12 | Norge          | Engelsk            | JOWST feat. Aleksander Walmann    | "Grab The Moment"     | Grib øjeblikket       | Norsk Melodi Grand Prix 2017             | 5     | 189   |
| 13 | Schweiz        | Engelsk            | Timebelle                         | "Apollo"              | N/A                   | Die Große Entscheidungsshow 2017         | 12    | 97    |
| 14 | Hviderusland   | Hviderussisk       | Naviband                          | "Story of My Life"    | Min livshistorie      | Eurofest 2017 (еўра фестываль)           | 9     | 110   |
| 15 | Bulgarien      | Engelsk            | Kristian Kostov                   | "Beautiful Mess"      | Smukt rod             | Intern udvælgelse                        | 1     | 403   |
| 16 | Litauen        | Engelsk            | Fusedmarc                         | "Rain of Revolution"  | Revolutionens regn    | Eurovizijos                              | 17    | 42    |
| 17 | Estland        | Engelsk            | Koit Toome & Laura                | "Verona"              | N/A                   | Eesti Laul 2017                          | 14    | 85    |
| 18 | Israel         | Engelsk            | IMRI                              | "I Feel Alive"        | Jeg føler mig i live  | HaKochav Haba La’eirovizyion (הכוכב הבא) | 3     | 207   |

de ti lande blev råbt op i en vilkårlig rækkefølge:
- Bulgarien
- Hviderusland
- Kroatien
- Ungarn
- Danmark
- Israel
- Rumænien
- Norge
- Holland
- Østrig

#### Tele - og jurystemmer i semifinale 2
| Plads | Telestemmer    | Point | Jurystemmer    | Point |
| ----- | -------------- | ----- | -------------- | ----- |
| 1     | Bulgarien      | 204   | Bulgarien      | 199   |
| 2     | Ungarn         | 165   | Holland        | 149   |
| 3     | Rumænien       | 148   | Norge          | 137   |
| 4     | Israel         | 132   | Østrig         | 115   |
| 5     | Kroatien       | 104   | Danmark        | 96    |
| 6     | Estland        | 69    | Israel         | 75    |
| 7     | Hviderusland   | 55    | Ungarn         | 66    |
| 8     | Norge          | 52    | Malta          | 55    |
| 9     | Holland        | 51    | Hviderusland   | 55    |
| 10    | Schweiz        | 49    | Serbien        | 53    |
| 11    | Serbien        | 45    | Schweiz        | 48    |
| 12    | Irland         | 41    | Irland         | 45    |
| 13    | Nordmakedonien | 40    | Kroatien       | 37    |
| 14    | Østrig         | 32    | Nordmakedonien | 29    |
| 15    | Litauen        | 25    | Rumænien       | 26    |
| 16    | Danmark        | 5     | Litauen        | 17    |
| 17    | San Marino     | 1     | Estland        | 16    |
| 18    | Malta          | 0     | San Marino     | 0     |

### Finalen
I finalen var der 26 lande, hvor 10 var fra den første semifinale og 10 var fra den anden semifinale; de resterende var Eurovisions fem største bidragsydere samt værtslandet.
| Nr | Land           | Sprog              | Kunstner                       | Sang                   | Oversættelse            | National udvælgelse                      | Plads | Point |
| -- | -------------- | ------------------ | ------------------------------ | ---------------------- | ----------------------- | ---------------------------------------- | ----- | ----- |
| 1  | Israel         | Engelsk            | IMRI                           | "I Feel Alive"         | Jeg føler mig i live    | HaKochav Haba La’eirovizyion (הכוכב הבא) | 23    | 39    |
| 2  | Polen          | Engelsk            | Kasia Moś                      | "Flashlight"           | Lommelygte              | National forvalg                         | 22    | 64    |
| 3  | Hviderusland   | Hviderussisk       | Naviband                       | "Story of My Life"     | Min livshistorie        | Eurofest 2017 (еўра фестываль)           | 17    | 83    |
| 4  | Østrig         | Engelsk            | Nathan Trent                   | "Running On Air"       | Løber på luft           | Intern udvælgelse                        | 16    | 93    |
| 5  | Armenien       | Engelsk            | Artsvik                        | "Fly With Me"          | Fly med mig             | Depi Evratesil (Դեպի եվրատեսիլ)          | 18    | 79    |
| 6  | Holland        | Engelsk            | O'G3NE                         | "Lights and Shadows"   | Lys og skygger          | Intern udvalg                            | 11    | 150   |
| 7  | Moldova        | Engelsk            | SunStroke Project              | "Hey, Mamma!"          | Hej, Mor!               | O melodie pentru Europa 2017             | 3     | 374   |
| 8  | Ungarn         | Ungarsk            | Joci Pápai                     | "Origo"                | Origo                   | A Dal 2017                               | 8     | 200   |
| 9  | Italien        | Italiensk          | Francesco Gabbani              | "Occidentali's Karma"  | Vestlig karma           | Sanremo-Festival 2017                    | 6     | 334   |
| 10 | Danmark        | Engelsk            | Anja                           | "Where I Am"           | Hvor jeg er             | Dansk Melodi Grand Prix 2017             | 20    | 77    |
| 11 | Portugal       | Portugisisk        | Salvador Sobral                | "Amar Pelos Dois"      | Elske for to            | Festival da Canção 2017                  | 1     | 758   |
| 12 | Aserbajdsjan   | Engelsk            | Dihaj                          | "Skeletons"            | Skeletter               | Intern udvælgelse                        | 14    | 120   |
| 13 | Kroatien       | Engelsk, Italiensk | Jacques Houdek                 | "My Friend"            | Min ven                 | Intern udvælgelse                        | 13    | 128   |
| 14 | Australien     | Engelsk            | Isaiah                         | "Don't Come Easy"      | Kommer ikke nemt        | Intern udvælgelse                        | 9     | 173   |
| 15 | Grækenland     | Engelsk            | Demy                           | "This Is Love"         | Det her er kærlighed    | Intern udvælgelse                        | 19    | 77    |
| 16 | Spanien        | Engelsk, spansk    | Manel Navarro                  | "Do It For Your Lover" | Gør det for din elskede | Objetivo Eurovisión                      | 26    | 5     |
| 17 | Norge          | Engelsk            | JOWST feat. Aleksander Walmann | "Grab The Moment"      | Grib øjeblikket         | Norsk Melodi Grand Prix 2017             | 10    | 158   |
| 18 | Storbritannien | Engelsk            | Lucie Jones                    | "Never Give Up on You" | Aldrig gi op på dig     | Eurovision 2017 - You Decide             | 15    | 111   |
| 19 | Cypern         | Engelsk            | Hovig                          | "Gravity"              | Tyngdekraft             | Intern udvælgelse                        | 21    | 68    |
| 20 | Rumænien       | Engelsk            | Ilinca feat. Alex Florea       | "Yodel It!"            | Jodl det!               | Selectia Nationala 2017                  | 7     | 282   |
| 21 | Tyskland       | Engelsk            | Levina                         | "Perfect Life"         | Perfekt liv             | Eurovision 2017 - Unser Song             | 25    | 6     |
| 22 | Ukraine        | Engelsk            | O.Torvald                      | "Time"                 | Tid                     | National udvælgelse                      | 24    | 36    |
| 23 | Belgien        | Engelsk            | Blanche                        | "City Lights"          | Byens lys               | Intern udvælgelse                        | 4     | 363   |
| 24 | Sverige        | Engelsk            | Robin Bengtsson                | "I Can't Go On"        | Jeg kan ikke blive ved  | Melodifestivalen 2017                    | 5     | 344   |
| 25 | Bulgarien      | Engelsk            | Kristian Kostov                | "Beautiful Mess"       | Smukt rod               | Intern udvælgelse                        | 2     | 615   |
| 26 | Frankrig       | Engelsk, fransk    | Alma                           | "Requiem"              | Rekviem                 | Intern udvælgelse                        | 12    | 135   |

### Tele og Jurystemmer i Finalen
| Finale | Finale         | Finale | Finale         | Finale |
| Plads  | Telestemmer    | Points | Jury           | Points |
| ------ | -------------- | ------ | -------------- | ------ |
| 1      | Portugal       | 376    | Portugal       | 382    |
| 2      | Bulgarien      | 337    | Bulgarien      | 278    |
| 3      | Moldova        | 264    | Sverige        | 218    |
| 4      | Belgien        | 255    | Australien     | 171    |
| 5      | Rumænien       | 224    | Holland        | 135    |
| 6      | Italien        | 208    | Norge          | 129    |
| 7      | Ungarn         | 152    | Italien        | 126    |
| 8      | Sverige        | 126    | Moldova        | 110    |
| 9      | Kroatien       | 103    | Belgien        | 108    |
| 10     | Frankrig       | 90     | Storbritannien | 99     |
| 11     | Aserbajdsjan   | 42     | Østrig         | 93     |
| 12     | Polen          | 41     | Aserbajdsjan   | 78     |
| 13     | Hviderusland   | 33     | Danmark        | 69     |
| 14     | Cypern         | 32     | Armenien       | 58     |
| 15     | Norge          | 29     | Rumænien       | 58     |
| 16     | Grækenland     | 29     | Hviderusland   | 50     |
| 17     | Ukraine        | 24     | Ungarn         | 48     |
| 18     | Armenien       | 21     | Grækenland     | 48     |
| 19     | Holland        | 15     | Frankrig       | 45     |
| 20     | Storbritannien | 12     | Cypern         | 36     |
| 21     | Danmark        | 8      | Israel         | 34     |
| 22     | Israel         | 5      | Kroatien       | 25     |
| 23     | Spanien        | 5      | Polen          | 23     |
| 24     | Tyskland       | 3      | Ukraine        | 12     |
| 25     | Australien     | 2      | Tyskland       | 3      |
| 26     | Østrig         | 0      | Spanien        | 0      |

### Lande, der ikke deltog i 2017
Følgende lande deltog ikke i årets konkurrence:
| Land                | Årsag | Seneste deltagelse |
| ------------------- | --- | ------------------ |
| Andorra             | Andorras nationale tv-station RTVA bekræftede 19. maj 2016, at de ikke ville deltage i Eurovision 2017. | 2009               |
| Bosnien-Hercegovina | BHRT meddelte 28. september 2016, at de ikke ønskede at deltage i 2017 på grund af deres manglende evne til at sikre en stabil finansiering og sponsorering af deltagelsen. Tv-stationen led også af finansielle vanskeligheder som følge af en mangel på lovgivning, som ville sikre den fortsatte drift af BHRT. Tidligere i maj 2016 havde EBU truet med at trække BHRT fra alle medlemstjenester på grund af manglende betaling af gæld på i alt 6 millioner schweiziske franc (5,4 millioner euro). | 2016               |
| Liechtenstein       | 1FLTV bekræftede 16. september 2016, at Liechtenstein ikke ville medvirke i 2017. | -                  |
| Luxembourg          | Mens RTL Télé Lëtzebuerg (RTL) 25. maj 2016 meddelte, at de ikke ville deltage, meddelte Udvalget for Andragender i den luxembourgske regering, at det 21. juni havde modtaget en opfordring til Luxembourgs tilbagevenden i konkurrencen. Den luxembourgske regering besluttede at drøfte forslagene i andragendet, herunder muligheden for, at Luxembourg kunne vende tilbage til konkurrencen i fremtiden.                                                                                            | 1993               |
| Monaco              | Monacos nationale tv-station TMC bekræftede 20. august 2016, at de ikke ville deltage i 2017. | 2006               |
| Slovakiet           | RTVS bekræftede i 24. oktober 2016, at Slovakiet ikke ville deltage i 2017. | 2012               |
| Tyrkiet             | Selv om der først blev planlagt en tilbagevenden til 2017, bekræftede den tyrkiske nationale tv-station TRT 28. september 2016, at de ikke ville vende tilbage i 2017. Afgørende grunde fra tv-stationen var angiveligt, at de var utilfredse med konceptet om "Big 5" og juryafstemning. Dette var blevet kritiseret i årene før som uretfærdigt. | 2012               |
| Rusland             | Oprindeligt skulle de deltage med sangeren Julia Samoylova med sangen "Flame Is Burning", men kunstneren fik ikke tilladelse til at rejse ind i Ukraine, idet hun i så fald ville overtræde en lov i Ukraine fra 2015. Så derfor afmeldte Rusland deltagelsen i Eurovision Song Contest 2017 den 13. april. | 2016               |

## Internationale transmissioner
- Australien - Julia Zemiro og Sam Pang (SBS, alle shows)
- Belgien - Fransk: Maureen Louys og Jean-Louis Lahaye (La Une, alle shows); Nederlandsk: Peter Van de Veire (Één, alle shows)
- Danmark - Ole Tøpholm (DR1, alle shows)
- Estland - Estisk: Marko Reikop (ETV, alle shows); TBA (Raadio 2, semifinale and finale); Russisk: Aleksandr Hobotov (ETV+, alle shows)
- Finland - Finsk: TBA (Yle TV2, TV Finland og Yle Radio Suomi, alle shows); Svensk: Eva Frantz og Johan Lindroos (Yle TV2, TV Finland og Yle Radio Vega, alle shows)
- Frankrig - Marianne James og Jarry (France 4, semifinaler); Marianne James, Stéphane Bern og Amir Haddad (France 2, finale)[70]
- Grækenland - Maria Kozakou og Giorgos Kapoutzidis (ERT1, ERT HD, ERT World, ERA 2 og Voice of Greece, alle shows)
- Hviderusland – Evgeny Perlin (Belarus-1 og Belarus-24, alle shows)
- Italien - Andrea Delogu og Ema Stokholma (Rai 4, semifinaler); Flavio Insinna og Federico Russo (Rai 1, finale)
- Polen - Artur Orzech (TVP 1, alle shows)
- Portugal - José Carlos Malato og Nuno Galopim (RTP1 og RTP Internacional, alle shows)
- San Marino - Lia Fiorio og Gigi Restivo (SMtv San Marino og Radio San Marino, alle shows)
- Spanien- José María Íñigo og Julia Varela (La 1, alle shows)
- Storbritannien - Scott Mills og Mel Giedroyc (BBC Four, semifinaler); Graham Norton (BBC One, finale); TBA (BBC Radio 2, finale)
- Sverige - Edward af Sillen og Måns Zelmerlow (SVT1, alle shows); Carolina Norén, Björn Kjellman og Ola Gäverth (SR P4, alle shows)
- Tjekkiet - Libor Bouček (ČT2, semifinaler); Libor Bouček og Martina Bárta (ČT1, finale)
- Tyskland - Peter Urban (One, alle shows; NDR Fernsehen, 2. semifinale; Das Erste, finale)
- Ukraine - Tetiana Terekhova og Andriy Horodyskyi - (Pershyi Natsionalnyi, alle shows); Olena Zelinchenko og Roman Kolyada (Radio Ukraine, alle shows)
- Ungarn - Krisztina Rátonyi og Freddie (Duna og Duna World, alle shows)
- Østrig - Andi Knoll (ORF eins, alle shows)

### Kommentatorer i ikke deltagende lande
- Kina - TBA (Hunan TV, alle shows)

## Se også
- Eurovision Young Dancers 2017
- Junior Eurovision Song Contest 2017